# Acanthokara kaputensis
Acanthokara kaputensis är en klomaskart som beskrevs av Reid 1996. Acanthokara kaputensis ingår i släktet Acanthokara och familjen Peripatopsidae. Inga underarter finns listade i Catalogue of Life.